# Platyurosternarchus
Platyurosternarchus és un gènere de peixos pertanyent a la família dels apteronòtids.

## Distribució geogràfica
Es troba a Sud-amèrica: Platyurosternarchus crypticus viu al curs superior del riu Branco (conca del riu Amazones, al nord-est de Roraima, al Brasil) i en les zones més orientals del districte de Rupununi (Guyana), mentre que Platyurosternarchus macrostomus ho fa a la conca del riu Amazones.

## Taxonomia
- Platyurosternarchus crypticus (De Santana & Vari, 2009)[6]
- Platyurosternarchus macrostomus (Günther, 1870)[7][8][9][10][11][12]